# Mogulsko cesarstvo
Mogulsko cesarstvo, (perzijsko: Gurkānī, گوركانى) je bilo cesarstvo, ki je v svojem največjem ozemeljskem obsegu vladalo večini Indijske podceline. Tedaj je bilo znano kot Hindustan, obsegalo je tudi današnje ozemlje Afganistana in regije Beludžistan. Cesarstvo je bilo ustanovljeno leta 1526, širilo se je približno do leta 1707, v okrnjenem teritorialnem obsegu pa je preživelo do leta 1857. Cesarstvo so leta 1526 ustanovili in mu vladali Timuridi, s turško-mongolskimi čagatajskimi koreninami iz Srednje Azije, ki se je štela za neposrednega naslednika tako Džingiskana (preko njegovega sina Čagataj kana) in Timur Lenka, s pomembno indijsko radžputsko in perzijsko dediščino preko poročnih zvez; prva dva mogulska cesarja sta imela oba starša s srednjeazijskimi predniki, naslednji cesarji pa so imeli pretežno perzijske in radžputske prednike. Dinastija je gojila indo-perzijsko kulturo, kombinacijo perzijske kulture z lokalnimi vplivi; kar je razvidno iz njihove dvorne kulture in administrativnih običajev.
Cesarstvo je leta 1526 ustanovil timuridski vodja Babur, ko je premagal zadnjega vladarja Delhijskega sultanata, Ibrahima Lodija v prvi Panipatski vojni.
Čeprav je bilo Mogulsko cesarstvo ustvarjeno in vzdrževano z vojnami, ni odločno zatrlo kultur in ljudstev, ki jim je zavladalo; namesto tega jih je izenačilo in pomirilo z novimi upravnimi praksami in različnimi vladajočimi elitami, kar je vodilo k učinkovitejši, centralizirani in standardizirani vladavini. Osnova skupnega bogastva cesarstva so bili kmetijski davki, ki jih je uvedel tretji mogulski cesar Akbar. Ti davki, ki so znašali več kot polovico proizvodnje kmečkega obdelovalca, so bili plačani v dobro regulirani srebrni valuti in so povzročili, da so kmetje in obrtniki vstopili na večje trge.
Relativni mir, ki ga je cesarstvo vzdrževal večji del 17. stoletja, je bil dejavnik pri gospodarski širitvi Indije. Naraščajoča evropska prisotnost v Indijskem oceanu in naraščajoče povpraševanje po indijskih surovinah in končnih izdelkih sta ustvarila veliko bogastvo za mogulski dvor. Med mogulsko elito je bilo bolj očitno potrošništvo, kar je imelo za posledico večje pokroviteljstvo nad slikarstvom, literarnimi oblikami, tekstilom in arhitekturo, zlasti med vladavino Šaha Džahana. Med mogulskimi območji Unescove svetovne dediščine v južni Aziji so: utrdba Agra, Fatehpur Sikri, Rdeča trdnjava, Humajunova grobnica, trdnjava Lahore, vrtovi Šalimar in Tadž Mahal, ki je opisan kot »dragulj muslimanske umetnosti v Indiji in ena vsesplošno občudovanih mojstrovin svetovne dediščine«.

## Ime
Najbližje uradnemu imenu cesarstva je bil Hindustan, ki je dokumentiran v Ain-i-Akbari. Mogulski upravni zapisi cesarstvo omenjajo tudi kot »prevlado Hindustan« (Vilājat-i-Hindustān), »država Hind« (Bilād-i-Hind), »Sultanat Al-Hind« (Salṭanat(i) al-Hindīyyah), kot je opaziti v epitetu cesarja Aurangzeba oz. endonimna identifikacija cesarja Bahadurja Šaha Zafarja kot Dežela Hind (Hindostān) v hindustanščini. Sodobne kitajske kronike so cesarstvo omenjale kot Hindustan (Héndūsītǎn). Na zahodu se je izraz Mogul uporabljal za cesarja in posledično za celotno cesarstvo.
Mogulska oznaka za njihovo dinastijo je bila Gurkani (Gūrkāniyān), sklicevanje na njihovo poreklo od turško-mongolskega osvajalca Timurja, ki si je po poroki s čingisidsko princeso nadel naziv Gūrkān 'zet'. Beseda mogul je indo-perzijska oblika besede Mongol. Prvi privrženci mogulske dinastije so bili Turki Čagataji in ne Mongoli. Izraz mogul je bil uporabljen zanje v Indiji zaradi povezave z Mongoli in za razlikovanje od afganistanske elite, ki je vladala Delhijskemu sultanatu. Izraz je še vedno sporen med indologi. Po mnenju Marshalla Hodgsona bi se morala dinastija imenovati Timurid/Timuri ali Indo-Timurid.

## Zgodovina
| Veliki mogulski vladarji |                    |                   |                 |
| Vladar                   | Ime                | Začetek vladavine | Konec vladavine |
| Babur                    | Zahirudin Mohamed  | 1526              | 1530            |
| Humajun                  | Nasirudin Mohamed  | 1530              | 1540            |
| medvladje*               | -                  | 1540              | 1555            |
| Humajun                  | Nasirudin Mohamed  | 1555              | 1556            |
| Akbar                    | Džalaludin Mohamed | 1556              | 1605            |
| Džahangir                | Nurudin Mohamed    | 1605              | 1627            |
| Šah Džahan               | Šahabudin Mohamed  | 1627              | 1658            |
| Aurangzeb                | Moinudin Mohamed   | 1658              | 1707            |

- afganistanska vladavina (Šer Šah Suri in njegovi potomci)

### Babur in Humajun (1526–1556)
Mogulsko cesarstvo je ustanovil Babur (vladal 1526–1530), srednjeazijski vladar, ki je po očetovi strani izhajal iz perziziranega turško-mongolskega osvajalca Timur LenkTimurja (ustanovitelja Timuridskega cesarstva), po materini pa Džingiskana. Po očetu je Babur pripadal poturčenemu plemenu Barlas mongolskega porekla. Babur, ki je bil izrinjen od svojih prednikov v Srednji Aziji, se je obrnil v Indijo, da bi zadovoljil svoje ambicije. Ustanovil se je v Kabulu in nato iz Afganistana skozi Kajberski prelaz vztrajno napredoval proti jugu v Indijo. Baburjeve sile so premagale Ibrahima Lodija, delhijskega sultana, v prvi bitki pri Panipatu leta 1526. Z uporabo strelnega orožja in topov je lahko razbil Ibrahimovo vojsko, čeprav je bil v številčno slabšem položaju in razširil svojo oblast do sredine Indo-Gangeške nižine. Po bitki se je središče mogulske moči premaknilo v Agro. V odločilni bitki pri Khanvi, ki se je leto kasneje odvijala blizu Agre, so timuridske sile Baburja premagale združeno radžputsko vojsko Rane Sange iz Mevarja, pri čemer je njegova domača konjenica uporabljala tradicionalno bočno taktiko.
Zaskrbljenost z vojnami in vojaškimi pohodi pa novemu cesarju ni omogočila, da bi utrdil pridobitve, ki jih je dosegel v Indiji. Nestabilnost cesarstva je postala očitna pod njegovim sinom Humajunom (vladal 1530–1556), ki ga je uporni Šer Šah Suri (vladal 1540–1545) prisilil v izgnanstvo v Perzijo. Humajunovo izgnanstvo v Perzijo je vzpostavilo diplomatske vezi med safavidskimi in mogulskimi dvori ter privedlo do povečanja perzijskega kulturnega vpliva v pozneje obnovljenem Mogulskem cesarstvu. Humajunova zmagoslavna vrnitev iz Perzije leta 1555 je obnovila mogulsko oblast v nekaterih delih Indije, vendar je naslednje leto umrl v nesreči.

### Od Akbarja do Aurangzeba (1556–1707)
Akbar (vladal 1556–1605) se je rodil kot Džalal-ud-din Mohamed v trdnjavi Radžput Umarkot Humajunu in njegovi ženi Hamidi Banu Begum, perzijski princesi. Akbar je nasledil prestol pod regentom Bairamom Kanom, ki je pomagal utrditi Mogulsko cesarstvo v Indiji. Z vojskovanjem je Akbarju uspelo razširiti cesarstvo v vse smeri in nadzorovati skoraj celotno Indijsko podcelino severno od reke Godavari. Ustvaril je novo, njemu zvesto vladajočo elito, uvedel sodobno upravo in spodbudil kulturni razvoj. Povečal je trgovino z evropskimi trgovskimi družbami. Indija je razvila močno in stabilno gospodarstvo, kar je vodilo v trgovinsko ekspanzijo in gospodarski razvoj. Akbar je dovolil svobodo veroizpovedi na svojem dvoru in poskušal rešiti družbenopolitične in kulturne razlike v svojem cesarstvu z ustanovitvijo nove vere, Din-i-Ilahi, z močnimi značilnostmi kulta vladarja. Svojemu sinu je zapustil notranje stabilno državo, ki je bila sredi svoje zlate dobe, a še preden so se pojavili znaki politične šibkosti.
Džahangir (rojen kot Salim, vladal 1605–1627) se je rodil Akbarju in njegovi ženi Mariam-uz-Zamani, indijski radžputski princesi. Salim je dobil ime po indijskem sufijskem svetniku Salimu Čištiju. Bil je »odvisen od opija, zanemarjal je državne zadeve in prišel pod vpliv konkurenčnih dvornih klik«. Džahangir se je od Akbarja razlikoval po tem, da si je močno prizadeval pridobiti podporo islamske verske ustanove. Eden od načinov, kako je to storil, je bil, da je podelil veliko več madad-i-ma'aš (neobdavčenih osebnih zemljiških dohodkov, podeljenih versko izobraženim ali duhovno vrednim posameznikom), kot jih je imel Akbar. V nasprotju z Akbarjem je Džahangir prišel v konflikt z nemuslimanskimi verskimi voditelji, zlasti s sikhskim gurujem Ardžanom, čigar usmrtitev je bila prva od mnogih konfliktov med Mogulskim cesarstvom in skupnostjo Sikhov.
Šah Džahan (vladal 1628–1658) se je rodil Džahangirju in njegovi ženi Džagat Gosain, radžputski princesi. Njegova vladavina je začela zlato dobo mogulske arhitekture. V času vladavine Šaha Džahana je sijaj mogulskega dvora dosegel vrhunec, kar ponazarja Tadž Mahal. Stroški vzdrževanja dvora pa so začeli presegati prihodke. Njegovo vladavino so imenovali zlata doba mogulske arhitekture. Šah Džahan je razširil Mogulsko cesarstvo na Dekan, tako da je ukinil sultanat Ahmadnagar in prisilil Adil Šahije in Kutb Šahije k plačilu davka.
Najstarejši sin Šaha Džahana, liberalec Dara Šikoh, je leta 1658 zaradi očetove bolezni postal regent. Dara je zagovarjal sinkretistično hindujsko-muslimansko kulturo in posnemal svojega pradeda Akbarja. S podporo islamske ortodoksije pa je prestol zasedel mlajši sin šaha Džahana, Aurangzeb (vladal 1658–1707). Aurangzeb je premagal Dara leta 1659 in ga dal usmrtiti. Čeprav si je Šah Džahan popolnoma opomogel od bolezni, je Aurangzeb držal Šah Džahana v ječi, dokler ni leta 1666 umrl. Aurangzeb je povečal cesarstvo do največjega ozemeljskega obsega, nadzoroval je povečanje islamizacije mogulske države. Spodbujal je spreobrnitev v islam, ponovno uvedel džizijo za nemuslimane in sestavil Fatava 'Alamgiri, zbirko islamskega prava. Aurangzeb je ukazal tudi usmrtitev sikhskega guruja Tegh Bahadurja, kar je vodilo v militarizacijo sikhske skupnosti. Z imperialne perspektive je spreobrnitev v islam vključila lokalne elite v kraljevo vizijo mreže skupne identitete, ki bi združila različne skupine po celem cesarstvu v poslušnosti mogulskemu cesarju. Od leta 1682 je vodil pohode po Dekanu, priključil preostali muslimanski oblasti Bidžapur in Golkonda, čeprav je bil vpleten v dolgotrajen konflikt v regiji, ki je imel uničujoč učinek na cesarstvo. Kampanji sta terjali davek v mogulski zakladnici in Aurangzebova odsotnost je povzročila hud upad upravljanja, medtem ko sta stabilnost in gospodarska proizvodnja v mogulskem Dekanu strmo padla.
Aurangzeb velja za najbolj kontroverznega mogulskega cesarja, pri čemer nekateri zgodovinarji trdijo, da sta njegova verska konzervativnost in nestrpnost spodkopala stabilnost mogulske družbe,  medtem ko drugi zgodovinarji to dvomijo in ugotavljajo, da je gradil hindujske templje, zaposloval bistveno več Hindujcev v njegovi imperialni birokraciji kot njegovi predhodniki in so nasprotovali fanatizmu proti Hindujcem in šiitskim muslimanom. Kljub tem obtožbam je bilo priznano, da je cesar Aurangzeb izvajal represivno politiko do nemuslimanov. Po tej spremembi je prišlo do velikega upora Maratov, ki ga je spodbudila neomajna državna izgradnja njihovega voditelja Šivadžija v Dekanu.

### Zaton (1707–1857)
Aurangzebov sin, Bahadur Šah I., je preklical versko politiko svojega očeta in poskušal reformirati upravo. »Vendar pa se je po njegovi smrti leta 1712 dinastija Mogulov začela pogrezati v kaos in nasilne spore. Samo leta 1719 so se na prestol zaporedoma povzpeli štirje cesarji«, ki so bili veljaki pod vladavino bratovščine plemičev, ki so pripadali indijski Muslimanski kasti, znani kot Sadaat-e-Bara, katere voditelji, bratje Sajid, so postali de facto suvereni cesarstva.
Med vladavino Mohameda Šaha (vladal 1719–1748) je cesarstvo začelo razpadati in velika območja osrednje Indije so prešla iz mogulskih v roke konfederacije Maratov. Ko so Moguli poskušali zatreti neodvisnost Nizam-ul-Mulk, Asaf Džaha I. v Dekanu, je to spodbudilo Marate, da napadejo osrednjo in severno Indijo. Indijska kampanja Nader Šaha, ki je pred tem ponovno vzpostavil iransko suverenost nad večino Zahodne Azije, Kavkaza in Srednje Azije, je dosegla vrhunec z plenitvijo Delhija, ki je razbila ostanke mogulske moči in ugleda ter odnesla vso nakopičeno mogulsko zakladnico. Moguli niso mogli več financirati ogromne vojske, s katero so prej uveljavljali svojo oblast. Številne elite cesarstva so si zdaj prizadevale nadzorovati svoje zadeve in so se odcepile v neodvisna kraljestva. Toda mogulskemu cesarju so še naprej govorili z besedami kot najvišjo manifestacijo suverenosti. Ne samo muslimansko plemstvo, ampak voditelji maratov, hindujcev in sikhov so sodelovali pri slovesnih priznanjih cesarja kot suverena Indije.
Medtem so nekatere regionalne politike znotraj vse bolj razdrobljenega Mogulskega cesarstva vpletle sebe in državo v globalne konflikte, kar je vodilo le do poraza in izgube ozemlja med konflikti, kot sta karnatska vojna in bengalska vojna.
Mogulski cesar Šah Alam II. (1759–1806) je brezplodno poskušal obrniti mogulski zaton. Delhi so oplenili Afganistanci in ko je leta 1761 potekala tretja bitka pri Panipatu med cesarstvom Marata in Afganistanci (ki jih je vodil Ahmad Šah Durrani), v kateri so Afganistanci zmagali, je cesar sramotno našel začasno zatočišče pri Britancih. Leta 1771 so Marati ponovno zavzeli Delhi od Rohillov, leta 1784 pa so Marati uradno postali zaščitniki cesarja v Delhiju, stanje, ki se je nadaljevalo do druge anglo-maratske vojne. Nato je Britanska vzhodnoindijska družba postala zaščitnik dinastije Mogulov v Delhiju. Britanska vzhodnoindijska družba je leta 1793 prevzela nadzor nad nekdanjo mogulsko provinco Bengal-Bihar, potem ko je odpravila lokalno vladavino (Nizamat), ki je trajala do leta 1858, kar je označilo začetek britanske kolonialne dobe na Indijski podcelini. Do leta 1857 je bil znaten del nekdanje Mogulske Indije pod nadzorom Vzhodnoindijske dreužbe. Po porazu v indijskem uporu leta 1857, ki ga je nominalno vodil, je Britanska vzhodnoindijska družba odstavila zadnjega mogulskega cesarja Bahadurja Šaha Zafarja in ga leta 1858 izgnala v Rangun v Burmi.

### Vzroki za zaton
Zgodovinarji so ponudili številne poročila o več dejavnikih, ki so bili vpleteni v hiter propad Mogulskega cesarstva med letoma 1707 in 1720, po stoletju rasti in blaginje. Nasledstvo kratkotrajnih nesposobnih in šibkih vladarjev ter državljanske vojne zaradi nasledstva so ustvarile politično nestabilnost v središču. Moguli so se v 17. stoletju zdeli tako rekoč nepremagljivi, toda ko so izginili, je njihova imperialna preobremenjenost postala očitna in situacije ni bilo več mogoče obnoviti. Na videz neškodljive evropske trgovske družbe, kot je Britanska vzhodnoindijska družba, niso igrale nobene prave vloge pri začetnem padcu; še vedno so tekmovali, da bi dobili dovoljenje mogulskih vladarjev za ustanovitev obrti in tovarn v Indiji.
V fiskalnem smislu je prestol izgubil prihodke, potrebne za plačilo svojih glavnih častnikov, emirjev (plemičev) in njihovih spremljevalcev. Cesar je izgubil avtoriteto, ko so široko razpršeni cesarski častniki izgubili zaupanje v osrednje oblasti in sklepali dogovore z lokalnimi vplivnimi možmi. Cesarska vojska se je zapletla v dolge, jalove vojne proti agresivnejšim Maratom in izgubila svoj bojni duh. Končno je prišel niz nasilnih političnih sporov glede nadzora nad prestolom. Po usmrtitvi cesarja Faruksijarja leta 1719 so lokalne mogulske države naslednice prevzele oblast v regiji za regijo.

## Uprava in država
Mogulsko cesarstvo je imelo visoko centralizirano, birokratsko vlado, ki je bila večinoma ustanovljena med vladavino tretjega mogulskega cesarja Akbarja. Centralno vlado je vodil mogulski cesar; takoj pod njim so bila štiri ministrstva. Ministrstvo za finance/prihodke, ki ga je vodil uradnik, imenovan divan, je bilo odgovorno za nadzor prihodkov z ozemelj cesarstva, izračun davčnih prihodkov in uporabo teh informacij za razdeljevanje nalog. Vojaško ministrstvo (vojska/obveščevalna služba) je vodil uradnik z naslovom mir bakhši, ki je bil zadolžen za vojaško organizacijo, glasniško službo in sistem mansabdari. Za ministrstvo, pristojno za pravo/versko pokroviteljstvo, je bil odgovoren sadr as-sudr, ki je imenoval sodnike ter upravljal dobrodelne organizacije in štipendije. Drugo ministrstvo je bilo posvečeno cesarskemu gospodinjstvu in javnim delom, vodil ga je mir saman. Od teh ministrov je imel divan največji pomen in je običajno deloval kot vezir (predsednik vlade) cesarstva.

### Upravne delitve
Cesarstvo je bilo razdeljeno na subah (province), od katerih je vsako vodil guverner province, imenovan subadar. Struktura centralne vlade se je zrcalila na deželni ravni; vsaka suba je imela svojega bakhšija, sadr as-sudra in finančnega ministra, ki je poročal neposredno centralni vladi in ne subahdarju. Sube so bile razdeljene na upravne enote, znane kot sarkar, ki so bile nadalje razdeljene na skupine vasi, znane kot pargana. Mogulsko vlado v pargani sta sestavljala muslimanski sodnik in lokalni davkar. Pargana je bila osnovna upravna enota Mogulskega cesarstva.
Mogulske upravne delitve niso bile statične. Ozemlja so bila pogosto preurejena in rekonstituirana za boljši upravni nadzor in razširitev pridelave. Na primer, sarkar se je lahko spremenil v subah, pargane pa so pogosto prenašali med sarkarji. Hierarhija delitve je bila včasih dvoumna, saj je ozemlje lahko spadalo pod več prekrivajočih se jurisdikcij. Upravne delitve so bile tudi geografsko nejasne - mogulska država ni imela dovolj sredstev ali pooblastil za podrobne raziskave zemljišč, zato geografske meje teh delitev niso bile formalizirane in zemljevidi niso bili izdelani. Moguli so namesto tega zabeležili podrobne statistike o vsaki diviziji, da bi ocenili zmožnost ozemlja za dohodek, na podlagi enostavnejših geodetskih raziskav.

### Prestolnice
Moguli so imeli več imperialnih prestolnic, ki so bile ustanovljene med njihovo vladavino. To so bila mesta Agra, Delhi, Lahore in Fatehpur Sikri. Moč se je pogosto selila sem in tja med temi prestolnicami. Včasih so to zahtevale politične in vojaške zahteve, premiki pa so se zgodili tudi zaradi ideoloških razlogov (na primer Akbarjeva ustanovitev Fatehpur Sikrija) ali celo preprosto zato, ker so bili stroški ustanovitve nove prestolnice obrobni. Dve sočasni prestolnici sta se zgodili večkrat v mogulski zgodovini. Nekatera mesta so služila tudi kot kratkoročne prestolnice provinc, kot je bil primer z Aurangzebovo selitvijo v Aurangabad v Dekanu. Kabul je bil poletna prestolnica Mogulov od 1526 do 1681.
Cesarski tabor, ki so ga uporabljali za vojaške ekspedicije in kraljeva potovanja, je služil tudi kot nekakšna mobilna, de facto upravna prestolnica. Od časa Akbarja so bili mogulski tabori ogromni, spremljale so jih številne osebnosti, povezane s kraljevim dvorom, pa tudi vojaki in delavci. Znotraj njih se je izvajala vsa administracija in upravljanje. Mogulski cesarji so velik del svojega obdobja vladanja preživeli v teh taboriščih.
Po Aurangzebu je mogolska prestolnica dokončno postala obzidano mesto Šahdžahanabad (stari Delhi).

### Zakon
Pravni sistem Mogulskega cesarstva je bil odvisen od konteksta in se je razvijal med vladavino cesarstva. Ker je bilo cesarstvo muslimanska država, je uporabljal fikh (islamsko sodno prakso), zato so bile temeljne institucije islamskega prava, kot so kadi (sodnik), mufti (pravni svetovalec) in muhtasib (cenzor in tržni nadzornik), dobro uveljavljene. Vendar pa je bilo delitev pravice odvisno tudi od drugih dejavnikov, kot so upravni predpisi, lokalni običaji in politična ugodnost. To je bilo posledica perzijskih vplivov na mogulsko ideologijo in dejstva, da je cesarstvo vladalo nemuslimanski večini. Učenjak Mouez Khalfaoui ugotavlja, da so pravne institucije v Mogulskem cesarstvu sistemsko trpele zaradi korupcije lokalnih sodnikov.

### Pravna ideologija
Mogulsko cesarstvo je sledilo sunitskemu hanefijskemu sistemu sodne prakse. V svojih zgodnjih letih se je cesarstvo zanašalo na hanefijske pravne reference, podedovane od svojega predhodnika, Delhijskega sultanata. Ti so vključevali al-Hidajah (najboljše vodstvo) in Fatava al-Tatarkhanija (verske odločitve cesarja Tatarkhana). Na vrhuncu je Fatava 'Alamgiri naročil cesar Aurangzeb. Ta zbirka hanefijskega prava je skušala služiti kot osrednja referenca za mogulsko državo, ki se je ukvarjala s posebnostmi južnoazijskega konteksta.
Mogulsko cesarstvo je črpalo tudi iz perzijskih predstav o kraljevanju. To je zlasti pomenilo, da je mogulski cesar veljal za vrhovno avtoriteto v pravnih zadevah.

### Sodišča
V Mogulskem cesarstvu so obstajale različne vrste sodišč. Eno takih sodišč je bilo kadijsko. Mogulski kadi je bil odgovoren za delitev pravice; to je vključevalo reševanje sporov, sojenje ljudem za zločine ter obravnavanje dediščine in sirot. Dodaten pomen je imel kadi tudi v dokumentih, saj je bil kadijev pečat potreben za potrjevanje listin in davčnih evidenc. Kadiji niso predstavljali enotnega položaja, ampak hierarhijo. Na primer, najosnovnejša vrsta je bil parganski (okrajni) kadi. Prestižnejši položaji so bili kadi al-quddat (sodnik sodnikov), ki je spremljal mobilni cesarski tabor, in kadi-ji laškar (sodnik vojske). Kadije je običajno imenoval cesar ali sadr-us-sudr (vodja dobrodelnih ustanov). Jurisdikcijo kadija so uporabljali tako muslimani kot nemuslimani.
Džagirdar (lokalni pobiralec davkov) je bil še ena vrsta uradnega pristopa, zlasti v primerih z visokimi vložki. Podaniki Mogulskega cesarstva so svoje pritožbe posredovali tudi sodiščem višjih uradnikov, ki so imeli več avtoritete in kaznovalne moči kot lokalni kadi. Takšni uradniki so vključevali kotval (lokalna policija), faudždar (častnik, ki nadzoruje več okrožij in enote vojakov) in najmočnejši, subahdar (guverner province). V nekaterih primerih je cesar delil pravico neposredno. Džahangir je bil znan po tem, da je v trdnjavo Agra namestil 'verigo pravice', ki jo je lahko vsak oškodovan subjekt otresel, da bi pritegnil pozornost cesarja in zaobšel neučinkovitost uradnikov.
Samoregulativna sodišča, ki so delovala na ravni skupnosti ali vasi, so bila običajna, vendar o njih obstaja redka dokumentacija. Na primer, ni jasno, kako so pančajati (vaški sveti) delovali v mogulski dobi.

## Gospodarstvo
Mogulsko gospodarstvo je bilo veliko in uspešno. Indija je proizvedla 24,5 % svetovne proizvodne proizvodnje do leta 1750. Gospodarstvo mogulske Indije je bilo opisano kot oblika protoindustrializacije, kot je bilo gospodarstvo Zahodne Evrope v 18. stoletju pred industrijsko revolucijo.
Sodobni zgodovinarji in raziskovalci se na splošno strinjajo, da je značaj gospodarske politike Mogulskega cesarstva podoben sistemu laissez-faire pri trgovanju in milijardah za doseganje gospodarskih ciljev.
Moguli so bili odgovorni za izgradnjo obsežnega cestnega sistema in oblikovanje enotne valute. Cesarstvo je imelo obsežno cestno omrežje, ki je bilo bistvenega pomena za gospodarsko infrastrukturo, zgradil pa ga je oddelek za javna dela, ki so ga ustanovili in je načrtoval, gradil in vzdrževal ceste, ki so povezovale kraje in mesta po cesarstvu, kar je olajšalo trgovanje.
Glavna osnova skupnega bogastva so bili kmetijski davki, ki jih je uvedel tretji mogulski cesar Akbar. Ti davki, ki so znašali več kot polovico proizvodnje kmečkega obdelovalca, so bili plačani v dobro regulirani srebrni valuti in so povzročili, da so kmetje in obrtniki vstopili na večje trge. Približno leta 1595 so sodobni zgodovinarji ocenili, da so bili letni državni prihodki Mogulskega cesarstva okoli 99.000.000 rupij.

## Demografija

### Prebivalstvo
Rast prebivalstva Indije se je pod Mogulskim cesarstvom pospešila z gospodarskim in demografskim vzponom brez primere, ki je povečal indijsko prebivalstvo za 60 % na 253 % v 200 letih med 1500–1700. Indijsko prebivalstvo je med mogulsko dobo raslo hitreje kot kadar koli v zgodovini Indije pred tem. V času Aurangzebove vladavine je bilo v Mogulskem cesarstvu skupno 455.698 vasi.
Naslednja tabela podaja ocene števila prebivalcev Mogulskega cesarstva v primerjavi s celotnim prebivalstvom južne Azije, vključno z regijami sodobne Indije, Pakistana in Bangladeša, ter v primerjavi s svetovnim prebivalstvom:
| Leto | Mogulsko cesarstvo prebivalcev | Skupaj Indija prebivalcev | % Južna Azija | Svet prebivalcev | % sveta |
| ---- | ------------------------------ | ------------------------- | ------------- | ---------------- | ------- |
| 1500 | —                              | 100.000.000               | —             | 425.000.000      | —       |
| 1600 | 115.000.000                    | 130.000.000               | 89            | 579.000.000      | 20      |
| 1700 | 158.400.000                    | 160.000.000               | 99            | 679.000.000      | 23      |

### Urbanizacija
Po besedah Irfana Habiba so pod Mogulskim cesarstvom mesta in kraji cveteli, kar je imelo razmeroma visoko stopnjo urbanizacije za svoj čas, saj je 15 % prebivalstva živelo v urbanih središčih. To je bilo višje od odstotka mestnega prebivalstva v takratni Evropi in višje od deleža Britanske Indije v 19. stoletju; stopnja urbanizacije v Evropi je dosegla 15 % šele v 19. stoletjuref>Malanima, Paolo (2009). Pre-Modern European Economy: One Thousand Years (10th–19th Centuries). Brill Publishers. str. 244. ISBN 978-90-04-17822-9.</ref>.
Pod Akbarjevo vladavino leta 1600 je mestno prebivalstvo Mogulskega cesarstva znašalo do 17 milijonov ljudi, kar je 15 % celotnega prebivalstva cesarstva. To je bilo večje od celotnega mestnega prebivalstva v Evropi v tistem času in celo stoletje pozneje, leta 1700, mestno prebivalstvo Anglije, Škotske in Walesa ni preseglo 13 % celotnega prebivalstva, medtem ko je imela Britanska Indija urbano prebivalstvo, ki je leta 1800 znašalo manj kot 13 % celotnega prebivalstva in leta 1881 9 %, kar je upad v primerjavi s prejšnjim mogulskim obdobjem. Do leta 1700 je imela Mogulska Indija mestnih prebivalcev 23 milijonov ljudi, kar je več kot v Britanski Indiji, ki je leta 1871 znašalo 22,3 milijona.
Te ocene je kritiziral Tim Dyson, ki meni, da so pretirane. Po Dysonu je bila urbanizacija Mogulskega cesarstva manjša od 9 %.
Zgodovinar Nizamuddin Ahmad (1551–1621) je poročal, da je bilo pod Akbarjevo vladavino 120 velikih mest in 3200 okrožij. Več mest v Indiji je imelo med četrt milijona in pol milijona prebivalcev z večjimi mesti, vključno z Agro (v Agra Subah) z do 800.000 prebivalci, Lahore (v Lahore Subah) z do 700.000 ljudmi, Daka (v Bengal Subah) z več kot 1 milijonom ljudi in Delhi (v Delhi Subah) z več kot 600.000 ljudi.
Mesta so delovala kot trgi za prodajo blaga in nudila domove različnim trgovcem, lastnikom trgovin, obrtnikom, dninarjem, tkalcem, obrtnikom, uradnikom in verskim osebnostim. Vendar je bilo več mest vojaška in politična središča, ne pa proizvodna ali trgovska središča.

## Kultura
Klasično zgodovinopisje je na splošno prikazovalo izvor Mogulskega cesarstva kot sedentarizirano agrarno družbo. Vendar pa so sodobni zgodovinarji, kot so André Wink, Jos J. L. Gommans, Anatolij Khazanov, Thomas J. Barfield in drugi, trdili, da Moguli izvirajo iz nomadske kulture. Pij Malekandathil je namesto tega trdil, da čeprav je res, da so moguli izvirali iz nomadske civilizacije, so sčasoma postali bolj sententarizirani, kar ponazarja njihova vojaška tradicija. Mogulsko cesarstvo je bilo dokončano v zgodnjih modernih in modernih obdobjih južnoazijske zgodovine, njegova zapuščina v Indiji, Pakistanu, Bangladešu in Afganistanu pa se kaže v kulturnih prispevkih, kot so:
- Centralizirana imperialna vladavina, ki je utrdila manjše politike Južne Azije.[62]
- Združitev perzijske umetnosti in literature z indijsko umetnostjo.[63]

- Razvoj mogulske kuhinje, združitev južnoazijskih, iranskih in srednjeazijskih kulinaričnih slogov.
- Razvoj mogulskih oblačil, nakita in mode z uporabo bogato okrašenih tkanin, kot so muslin, svila, brokat in žamet.
- Vpliv perzijskega jezika nad staro hindujščino je pripeljal do razvoja hindustanskega jezika.[64]
- Uvedba sofisticiranega vodovoda in vrtnarstva v iranskem slogu skozi mogulsko vrtnarjenje.[65]
- Uvedba turških kopeli na indijski podcelini.
- Razvoj in izpopolnitev mogulske in indijske arhitekture ter posledično razvoj poznejše arhitekture palač Radžputov in Sikhov. Znana mogulska znamenitost je Tadž Mahal.
- Razvoj pehlnani sloga indijske rokoborbe, kombinacija indijske mala-judha in perzijskega varzeš-e bastani.[66]
- Gradnja šol Maktab, kjer so mlade poučevali Koran in islamsko pravo, kot je Fatava 'Alamgiri, v njihovih domorodnih jezikih.
- Razvoj hindustanske klasične glasbe in instrumentov, kot je sitar.

### Arhitektura
Moguli so veliko prispevali k Indijski podcelini z razvojem značilnega arhitekturnega sloga. Ta slog je izhajal iz zgodnejše indo-islamske arhitekture, pa tudi iz iranske in srednjeazijske arhitekture (zlasti timuridske arhitekture), medtem ko je vključeval nadaljnje vplive hindujske arhitekture. Mogulsko arhitekturo med drugim odlikujejo čebulaste kupole, ogivni loki, skrbno sestavljene in polirane fasade ter uporaba trdega rdečega peščenjaka in marmorja kot gradbenega materiala.
Nadalje je William Dalrymple omenil, da je v zadnjih dneh mogulskega padca Delhija leta 1857 v Delhiju obstajala stavba ledene hiše. Cesar Šah Džahan je zabeležil ustanovitev ledene hiše v Sirmaurju, severno od Delhija.
Med mogulsko dobo so muslimanski cesarji, zlasti Šah Džahan, zgradili številne spomenike, vključno s Tadž Mahalom, ki je na Unescovem seznamu svetovne dediščine in velja za »dragulj muslimanske umetnosti v Indiji in eno izmed vsesplošno občudovanih mojstrovin svetovne dediščine«, ki pritegne 7–8 milijonov obiskovalcev na leto. Palače, grobnice, vrtovi in utrdbe, ki jih je zgradila dinastija, danes stojijo v Agri, Aurangabadu, Delhiju, Daki, Fatehpur Sikriju, Džaipurju, Lahoreju, Kabulu, Šeikhupuri in mnogih drugih mestih Indije, Pakistana, Afganistana in Bangladeša.

### Umetnost in literatura
Mogulska umetniška tradicija, ki se je v glavnem izražala v poslikanih miniaturah in majhnih luksuznih predmetih, je bila eklektična in si je izposojala slogovne in tematske prvine iz Irana, Indije, Kitajske in renesančne Evrope. Mogulski cesarji so pogosto sprejemali iranske knjigoveze, ilustratorje, slikarje in kaligrafe s safavidskega dvora zaradi skupnih značilnosti njihovih timuridskih slogov in zaradi mogulske naklonjenosti iranski umetnosti in kaligrafiji. Miniature, ki so jih naročili mogulski cesarji, so se sprva osredotočale na velike projekte, ki so ilustrirali knjige z razgibanimi zgodovinskimi prizori in dvornim življenjem, kasneje pa so vključevale več posameznih slik za albume, s portreti in slikami živali, ki so izkazovale globoko spoštovanje do spokojnosti in lepote naravnega sveta. Cesar Džahangir je na primer naročil briljantnim umetnikom, kot je Ustad Mansur, da realistično upodabljajo nenavadno floro in favno po vsem cesarstvu.
Literarna dela, ki sta jih Akbar in Džahangir ukazala ilustrirati, so segala od epov, kot je Razmnama (perzijski prevod hindujskega epa, Mahabharata), do zgodovinskih spominov ali biografij dinastije, kot sta Baburnama in Akbarnama ter Tuzk-e-Džahangiri. Bogato obdelani albumi (muraka), okrašeni s kaligrafijo in umetniškimi prizori, so bili nameščeni na stranice z okrasnimi robovi in nato vezani s platnicami iz žigosanega in pozlačenega ali pobarvanega in lakiranega usnja. Aurangzeb (1658–1707) ni bil nikoli navdušen pokrovitelj slikarstva, predvsem iz verskih razlogov, in se je okoli leta 1668 obrnil stran od pompa in ceremoniala dvora, potem pa verjetno ni več naročil slik.